# Устройство подготовки данных
Устройство подготовки данных (УПД) — специализированные периферийные компьютерные устройства, обеспечивающее ввод данных с клавиатуры, преобразование, контроль, редактирование и запись данных на машинный носитель. Применялись в основном в вычислительных центрах для подготовки данных для электронных вычислительных машин (ЭВМ) класса мейнфрейм. Необходимость создания и эксплуатации УПД диктовалась дороговизной машинного времени, а также самих компьютеров, низким коэффициентом технической готовности ЭВМ (часто они находились в ремонте и наладке больше времени, чем в работе), слабостью операционных систем (вплоть до их полного отсутствия на ряде машин). В то время ЭВМ работали в так называемом пакетном режиме: задачи объединялись в пакет, который загружался в ЭВМ, обсчитывался, и пользователю выдавался результат этой работы для дальнейшего изучения. Для работы в подобном режиме и подготовки этих данных применялись УПД. Данные вводили специальные работники — операторы подготовки данных.

## История
В 1950-е годы основными носителями данных для ввода в ЭВМ были перфокарта и перфолента. УПД на перфокартах представляло собой электромеханический прибор, на котором имелась клавиатура наподобие пишущей машинки. При нажатии клавиши на перфокарте пробивалась определенная комбинация отверстий. При этом оператор не видел результатов нажатия. Во избежание ошибок по завершении пробивки каждой перфокарты (обычно она содержала одну строку исходного текста программы) оператор должен был ввести строку еще раз, при этом пробивка не производилась, а производилась только сверка нажатых клавиш с данными, пробитыми на перфокарте. Если обнаруживалось несовпадение, то перфокарта исправлению не подлежала и браковалась, и весь процесс приходилось повторять заново (и не факт что с успешным результатом). По окончании подготовки всех данных колоду перфокарт из лотка УПД переносили на считыватель, подключенный непосредственно к ЭВМ.
Технология подготовки данных на перфокартах была весьма затратна, и в 60-е годы XX века для замены перфокарт были предложены более прогрессивные носители данных: магнитные ленты (МЛ) и магнитные диски (МД). Соответственно были созданы устройства подготовки данных на магнитных лентах (УПДМЛ) и на магнитных дисках (УПДМД). Оператор, работавший на этих устройствах, видел каждый введенный знак на экране непосредственно после ввода и мог исправлять ошибки по мере их обнаружения, что позволило повысить производительность.
По таким экономическим показателям, как объём, вес и стоимость носителя в пересчете на 1 байт информации, МД и МЛ были предпочтительны, тем более что они были многоразовые (в отличие от одноразовых перфокарт и перфолент). Было бы логично ожидать, что МЛ и МД быстро и полностью вытеснят перфокарты, но этого не произошло. С одной стороны, переоборудование ВЦ на новые носители требовало существенных капитальных затрат. С другой стороны, перфокарты представляли определенное удобство: внесение изменений в программу производилось путем изъятия, замены или вставки отдельных перфокарт, без переписывания всей программы. Аналогичная операция на МД или МЛ была сопряжена с определенными трудностями (приемы работы, применявшиеся для преодоления этой трудности, в современной компьютерной технике преобразовались в технологию наложения патчей на файлы).
Позднее, в 70-е годы XX века, появились видеотерминалы, обеспечивавшие работу пользователя с ЭВМ в диалоговом режиме: пользователь подавал команды и через короткое время (порядка секунд) получал ответ от ЭВМ. Однако повсеместное внедрение видеотерминалов сдерживалось двумя факторами. Во-первых, для работы ЭВМ с видеотерминалами были нужны многопользовательские операционные системы разделения времени (ОСРВ) или системы виртуальных машин (СВМ), которые имелись далеко не везде. Во-вторых, чтобы пользователи могли плодотворно работать в диалоговом режиме, необходима многочасовая непрерывная работа самой ЭВМ, что тоже удавалось не всегда: машины часто зависали и тогда приходилось набивать данные заново.
В 80-е годы XX века на смену большим ЭВМ стали приходить персональные компьютеры. Пока цена их была достаточно высока, устройства подготовки данных всё ещё использовались в тандеме с ними (например, разработанный инженерами Apple AlphaSmart). На настоящий момент, в связи с общим удешевлением персоналок и доступностью очень дешёвых старых моделей на вторичном рынке, такие устройства вышли из употребления.

## Модели
- ЕС-9002, ЕС-9004, ЕС-9005 — УПД на ленточных накопителях, производство «ИЗОТ», НРБ.[2][3]
- ЕС 9009.01 — УПД на кассетах, БЭМЗ, Брест.[4]
- ЕС-9011.01 — УПД на перфокартах, БЭМЗ, Брест.[4]
- УПДЛ «Брест-1», ЕС-9020, ЕС-9024 — УПД на перфоленте, БЭМЗ, Брест.[4]
- ЕС 9051.01 — УПД на дискетах, БЭМЗ, Брест.[4]
- Robotron-1370/1372/1373 - УПД на магнитных лентах, ГДР.[5]